# Rosie Winterton
Rosalie Winterton, född 10 augusti 1958 i Leicester i Leicestershire, är en brittisk politiker (Labour). Hon är ledamot av underhuset för Doncaster Central sedan 1997.
Winterton har sedan juni 2017 varit vice talman i parlamentet.